# Vércukor
A vércukor a vér cukortartalma. Az emberek és az állatok vére mindig tartalmaz cukrot. Ez a glükóz – vagy köznapi nevén szőlőcukor – amely a szervezet egyik fő energiaforrása.

## Vércukorszint

A képen a görbék az egészséges emberben mért vércukor (piros) és a vércukrot ellenőrző inzulinhormon (kék) szintek napközbeni, három étkezés melletti ingadozását mutatják. A diagram megmutatja azt is, hogy milyen mértékben befolyásolja ezeket az értékeket egy cukor- (szaggatott vonal), illetve keményítőtartalmú (áthúzott vonal) étkezés.

A glükóz vérplazmában oldott mennyisége adja a vércukorszintet. Ennek mennyisége 100 ml vérben 80–120 mg. Újszülöttek és csecsemők vércukorszintje ennél jóval alacsonyabb.
A szint állandóságát különböző hormonok biztosítják.
Magas szénhidráttartalmú táplálék elfogyasztása után a vércukorszint egészségeseknél is gyorsan emelkedik, de hamar visszatér a normális értékre. A vércukorszint tartós emelkedése (hiperglikémia) leggyakrabban cukorbetegség esetén fordul elő.
A vércukor értékei a diabétesz különböző stádiumaiban:
| Stádium                                  | Éhgyomri vércukorszint                 | Nem-éhgyomri vércukorszint  | Cukorterheléses vizsgálat (OGTT)        |
| ---------------------------------------- | -------------------------------------- | --------------------------- | --------------------------------------- |
| Diabétesz                                | ≥ 126 mg/dl (≥ 7,0 mmol/l)             | ≥ 200 mg/dl (≥ 11,1 mmol/l) | ≥ 200 mg/dl (≥ 11,1 mmol/l)             |
| Prediabétesz (károsodott glukoreguláció) | ≥ 110 < 126 mg/dl (≥ 6,1 < 7,0 mmol/l) |                             | ≥ 140 < 200 mg/dl (≥ 7,8 < 11,1 mmol/l) |
| Normális                                 | < 110 mg/dl (< 6,1 mmol/l)             |                             | < 140 mg/dl (< 7,8 mmol/l)              |